# Aybastı

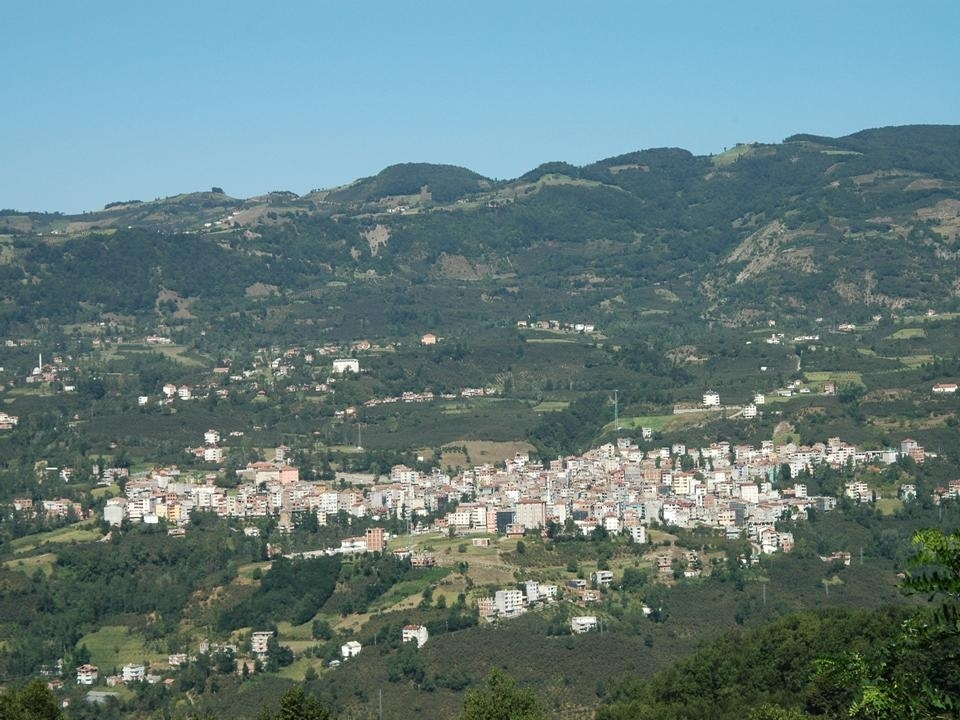
A panoramic view, Aybastı

Aybastı est une ville et un district de la province d'Ordu dans la région de la mer Noire en Turquie.

## Géographie
Aybastı est une ville et un district de la province d'Ordu dans la région de la mer Noire en Turquie. Aybastı a environ 22 800 habitants et une altitude de 753 mètres. Aybastı est située à l'ouest de Aşağı Kutlular, et à l'ouest de Konak Yanı.